# Pakubuwono IX van Surakarta

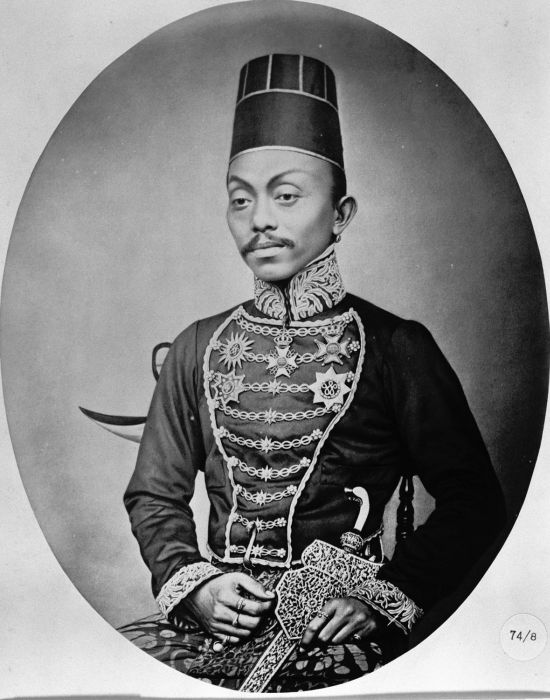
Portret door Walter B. Woodbury

Pakubuwono IX van Surakarta, officieel "Z.H. Sampeyan Dalam ingkang Sinuhun Kanjeng Susuhunan  Prabhu Sri Paku Buwono IX Senapati ing Alaga Ngah 'Abdu'l-Rahman Saiyid ud-din Panatagama Sunan Bangun Kraton, Susuhunan van Surakarta" (kraton van Surakarta, 22 december 1830 – 1893) was de tweede zoon van de zesde susuhunan en diens derde vrouw Radin Ajeng Kusiah/Kanjeng Ratu Ma. Zijn vader Pakubuwono VI was op 14 juni 1830 afgezet en naar Ambon verbannen. Hij kreeg als prins de naam "Gusti Radin Mas Duksina". Later werd hij verheven tot "Kanjeng Pangeran Ngabehi". Toen hij op 5 oktober 1857 als kroonprins werd aangewezen voerde hij de titel "Kanjeng Gusti Pangeran Adipati Anum Prabhu Vijaya". Hij was de eerste van de kroonprinsen waarbij in de titel de naam van het stamland Mataram werd weggelaten. Hij regeerde van 1861 tot 1893.
De troonopvolging in Surakarta was door het Nederlandse ingrijpen verstoord. Pakubuwono VI was in 1830 tijdens de Java-oorlog afgezet en in ballingschap gestuurd. Hij werd door twee meer Nederland-gezinde ooms opgevolgd. Pakubuwono VIII volgde op 10 mei 1858 zijn oudoom uit de jongere lijn van het huis Kartasura op. De erfopvolging in de oudere lijn van het Huis Kartasura was daarmee hersteld. Voor de normen van die tijd waren de vorige beide susuhunans al oude mannen geweest toen zij opvolgden. De nieuwe susuhunan werd op 27 januari 1862 op 31-jarige leeftijd met de keizerskroon van Surakarta gekroond.
Op 23 oktober 1861 werden de achtste susuhunan en de kroonprins beiden tot generaal-majoor van het Koninklijk Nederlandsch-Indisch Leger bevorderd. Hij was commandeur in de Orde van de Nederlandse Leeuw en grootofficier in de Frans Jozef-Orde van Oostenrijk.
Pakubuwono IX was een moslim en huwde twee vrouwen. Zijn eerste echtgenote Bandara Radin Ajeng Kustiyah Kanjeng Ratu Sri Paku Buwono IX was de kleindochter van de achtste susuhunan. Hij verwekte bij zijn twee vrouwen en vele bijvrouwen zeventig kinderen en stierf op 17 maart 1893 in zijn Kraton. Zijn lichaam werd in het mausoleum in Imagiri bijgezet. Zijn opvolger was zijn negende zoon uit het huwelijk met zijn hoofdvrouw Bandara Radin Ajeng Kustiyah Kanjeng Ratu Sri Paku Buwono IX.
Een andere zoon, luitenant-kolonel Gusti Radin Mas Rahmad Kanjeng Gusti Pangeran Arya Mataram was een van de Indische vorsten op het podium achter Koningin Wilhelmina der Nederlanden bij haar inhuldiging in 1898.

## Opvolging
- Opvolger van Pakoeboewono VIII van Surakarta
- Opgevolgd door Pakoeboewono X van Surakarta